# Terrore nello spazio (film 1996)
Terrore nello spazio (Within the Rock), noto anche come Dagli abissi dello spazio, è un film TV del 1996, scritto e diretto da Gary J. Tunnicliffe. È stato distribuito in lingua italiana per l'home video su VHS.

## Trama
Un gruppo di astronauti, supervisionato dalla dott.ssa Shaw, atterra sul «Figlio di Galileo» (un grosso asteroide sferico che sta per colpire la Terra), per perforarne e minarne la struttura onde deviarne la traiettoria. Grazie a una particolare tecnologia, i cosmonauti possono riprodurre sull'asteroide l'atmosfera e la gravità terrestri.
Durante lo scavo nella roccia, viene rinvenuto il corpo di un alieno umanoide, apparentemente fossilizzato, in una camera mortuaria sulla cui parete è infissa una lastra di platino del peso di 130 kg. 
Ryan, il capo dei lavori di trivellazione, è entusiasta per il guadagno che lui e i suoi uomini possono ricavarne. La dottoressa, che rifiuta le avances di Ryan, si mostra interessata, invece, solo all'aspetto scientifico del ritrovamento ed al successo dell'operazione.
L'imprevisto risveglio dell'alieno, che inizia a mietere vittime tra l'equipaggio, genera il panico tra i sopravvissuti, che si organizzano per riuscire ad eliminarlo.
Le più potenti armi esplosive non sembrano scalfirlo, ma alla fine, grazie a comuni estintori e al grande trapano di trivellazione, la missione viene portata a termine e la Terra salvata.